# Parytaprewir
Parytaprewir (łac. paritaprevirum) –  wielofunkcyjny makrocykliczny organiczny związek chemiczny stosowany jako inhibitor proteazy serynowej w leczeniu wirusowego zapalenia wątroby wywołanego przez wirusa HCV.

## Mechanizm działania
Parytaprewir poprzez wybiórcze i odwracalne blokowanie miejsca aktywnego proteazy serynowej NS3/4A zakłóca hydrolizę poliproteiny wirusa zapalenia wątroby typu C, co uniemożliwia jego replikację. 

## Zastosowanie
- przewlekłe wirusowe zapalenie wątroby typu C u dorosłych w skojarzeniu z innymi lekami przeciwwirusowymi[1][3]

Parytaprewir znajduje się na wzorcowej liście podstawowych leków Światowej Organizacji Zdrowia (WHO Model Lists of Essential Medicines) (2017). Jest dopuszczony do obrotu w Polsce (2018).

## Działania niepożądane
Nie są znane działania uboczne parytaprewiru w monoterapii, natomiast w skojarzeniu z ombitaswirem, rytonawirem i dazabuwirem jedynym działaniem ubocznym występującym u powyżej 1% leczonych był świąd. 